# Eduardo Gonzalo
Eduardo Gonzalo Ramírez (Mataró, 25 agosto 1983) è un ex ciclista su strada spagnolo, professionista dal 2006 al 2011.

## Palmarès
- 2004 (Dilettanti)

3ª tappa Cinturó de l'Empordà (Figueres > Figueres)
- 2005 (Dilettanti)

Classifica generale Ronde de l'Isard d'Ariège
- 2006 (Agritubel, due vittorie)

3ª tappa Rhône-Alpes Isère Tour (Saint-Maurice-l'Exil > Saint-Maurice-l'Exil)
3ª tappa Circuit de Lorraine (Raon-l'Étape > Rehlingen-Siersburg)

### Altri successi
- 2005 (Dilettanti)

Classifica scalatori Ronde de l'Isard d'Ariège
- 2007 (Agritubel)

Classifica scalatori Trois Jours de Vaucluse

## Piazzamenti

### Grandi Giri
- Tour de France

2006: 116º
2007: ritirato (1ª tappa)
2008: 39º
2009: ritirato (8ª tappa)

### Classiche monumento
- Liegi-Bastogne-Liegi

2006: ritirato
2007: 69º

### Competizioni continentali
- Campionati europei

Mosca 2005 - In linea Under-23: 51º